# 34876 Sofiatomov
34876 Sofiatomov este o planetă minoră (asteroid), cu un diametru de 1,799 km, din centura de asteroizi. A fost descoperită pe 16 octombrie 2001 la Experimental Test Site⁠(d) de Lincoln Near-Earth Asteroid Research. 
Obiectul prezintă o orbită caracterizată de o semiaxă mare de 2,3709317 UAi, o excentricitate de 0,05, o înclinație de 7,10452 ° în raport cu ecliptica.